# Megamelus uncus
Megamelus uncus är en insektsart som beskrevs av Metcalf 1923. Megamelus uncus ingår i släktet Megamelus och familjen sporrstritar. Inga underarter finns listade i Catalogue of Life.